# Sang Kancil

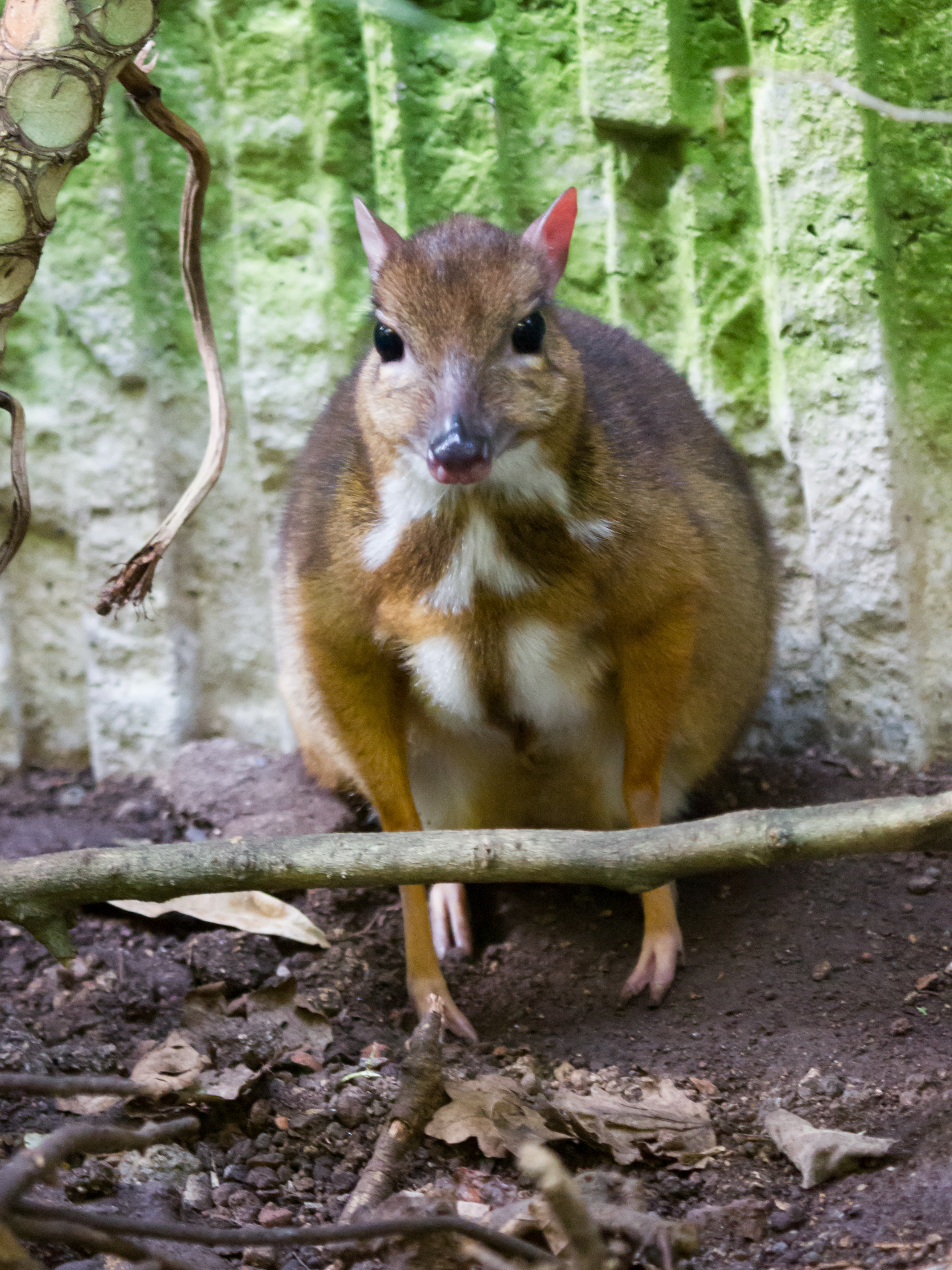
Chú nai chuột thông minh đã dùng mẹo lừa được những con vật mạnh hơn mình

Sang Kancil hay câu chuyện về Kancil là câu chuyện dân gian rát phổ biến ở Malaysia và Indonesia, đây là một loạt truyện ngụ ngôn mang tính truyền thống về một con nai chuột thông minh. Một nhân vật yếu đuối và nhỏ bé nhưng xảo quyệt, Sang Kancil sử dụng trí thông minh, sự nhanh trí, lém lỉnh của mình để chiến thắng những con vật to và mạnh hơn mình.
Hình mẫu Sang Kancil từ một một con nai chuột thông minh và ranh mãnh, cậu ta có thể đánh lừa những con vật khác để thoát khỏi rắc rối, trong tiếng Mã Lai hoặc tiếng Indonesia thì Kancil có hai nghĩa "cheo cheo" (hay nai chuột) và "người khôn ngoan", cheo cheo được khắc họa nổi bật trong văn hóa dân gian tại Malaysia và Indonesia, nơi chúng được xem là một sinh vật tinh khôn. Nhân vật dân gian này tương tự như một nhân vật dân gian khác là thỏ Br'er và giống nhiều nhân vật khác trong truyện ngụ ngôn của La-phông-ten.

## Những câu chuyện
Đây là các câu chuyện về một nhân vật trong những câu chuyện dân gian của người Malaysia và Indonesia, nhỏ bé, yếu ớt nhưng rất nhiều lần khiến các đại ca rừng già phải mệt mỏi. Nhân vật Sang Kancil, trong truyện cổ tích dân gian Kancil của người Java, là một con cheo cheo nhỏ bé nhưng khôn ngoan. Sang Kancil là một anh hùng nhỏ bé và tinh ranh, nhờ trí thông minh, nhân vật này đã đánh bại được bạo chúa và kẻ thù lớn hơn mình.. 

### Với nông dân
Câu chuyện thứ nhất "Sang Kancil và người nông dân": Một ngày nọ, Sang Kancil đang cố gắng ăn cắp dưa chuột từ cánh đồng của nông dân. Lần đầu tiên, nó đã đánh cắp một số dưa chuột thành công. Sau đó cậu ta gặp một con bù nhìn, và cậu ta chế giễu nó vì nó không thể làm cậu ta sợ. Cậu đạp con bù nhìn bằng chân trước, nhưng chân trước của cậu lạ bị mắc kẹt trong con bù nhìn, được người nông dân dán đầy keo. Cậu cố gắng rút chân ra, nhưng vô ích vì keo quá mạnh khiến không rút chân ra được. Sau đó, người nông dân đến và cười nhạo Sang Kancil, người đã bị mắc kẹt bởi keo dán trên con bù nhìn. Sau đó anh ta nhốt vào trong một cái lồng cho đến hết ngày. Tối hôm đó, chú chó của người nông dân đến gặp Sang Kancil. Con chó chế nhạo cậu và nói rằng cậu sẽ bị làm thịt vào sáng hôm sau. Sang Kancil tỏ ra giữ bình tĩnh và thư giãn.
Con chó đã bối rối và hỏi tại sao có thái độ như vậy. Cậu ta nói, "Anh bạn sai rồi, tôi sẽ không bị làm thịt đâu mà tôi sẽ trở thành một Vương tử nữa kìa!". Con chó trở nên bối rối hơn, cậu nói tiếp: "Tôi sẽ cưới con gái của nông dân và tôi sẽ trở thành Vương giả. Tôi thấy tiếc cho anh bạn, tất cả lòng trung thành của anh đã được đền đáp như thế này! hãy trở thành một con chó! Hãy nhìn tôi! Ngày mai, tôi sẽ trở thành Vương tử!"-Sang Kancil tự hào nói. Con chó cảm thấy bị phân biệt đối xử bởi chủ của mình, yêu cầu cậu ta chuyển chỗ. Nó trộm nghĩ rằng bằng cách thế chỗ cho Sang Kancil, y sẽ trở thành một Vương tử thế cho nó. Vì vậy, con chó cạy lồng và để cậu bỏ đi. Sáng hôm sau, người nông dân bối rối, vì không thấy con nai đâu cả; thay vào đó, anh nhìn thấy con chó của mình trong chuồng, vẫy đuôi mừng rỡ.

### Với con hổ
Câu chuyện thứ tư: "Sang Kancil và Hổ": Một ngày nọ, Sang Kancil đang uống nước bên bò sông, khi một con hổ đột nhiên đến và muốn ăn thịt nó, nó đã bị hổ đuổi theo ăn thịt, Sang Kancil cố gắng trốn thoát, nhưng con hổ nhanh hơn cậu ta. Bị dồn vào chân hổ, cậu nhanh trí nghĩ cách trốn thoát, Kancil vội thốt lên: “Pak Belang (nghĩa văn chương là "chú có sọc" hay "bác có sọc") này, chú anh thật là một vị chúa sơn lâm quyền lực và mạnh mẽ”. Con hổ nghĩ rằng Sang Kancil đã ca ngợi nó, tạm quên việc ăn thịt ngay Sang Kancil mà để nghe tiếp câu chuyện. Sau đó, cậu nói với con hổ: "Sức mạnh và sự dẻo dai của chú anh rất lớn, nhưng nhà vua của tôi còn mạnh mẽ hơn thế nữa, Không ai có thể sánh được với Ngài ấy!".
Con hổ bị thách thức, và cảm thấy bị chế giễu vì có người còn mạnh hơn nó, con hổ đòi đến gặp “vua” của Kancil, tuyên bố sẽ thách thức vua vua này. Chú nai liền dẫn hổ ra bờ sông và chỉ cho nó cái bóng dưới nước và nói với hổ rằng: "Hãy nhìn vào nước và chú anh sẽ thấy vua của tôi". Con hổ cả tin nhìn xuống sông và nghĩ rằng đã thấy một con hổ khác ở dưới nước. Hổ gầm lên, “vua” gầm lại khiến nó tức mình nhảy xuống sông quần nhau với chính cái bóng của mình trong lúc Kancil nhân cơ lỉnh đi mất. Sau khi chiến đấu với hình ảnh phản chiếu của chính mình, con hổ nhận ra đó chỉ là hình ảnh phản chiếu của mình. Bị đánh lừa bởi Sang Kancil, con hổ giận lắm, nuôi ý trả thù và tiếp tục săn lùng những con hươu chuột cho đến ngày nay và là một trong số các kẻ thù của Sang Kancil.

### Với con voi
Câu chuyện thứ hai "Sang Kancil và con voi": Một ngày nọ, Sang Kancil bị lọt vào bẫy của thợ săn, nó hét lên cầu cứu nhưng không ai nghe thấy và nghĩ rằng việc thoát khỏi bẫy coi như vô vọng. Nhưng một lúc sau, khi nghe thấy một con voi đi qua, nó liền hét lên: “Voi ơi voi, mau xuống đây, kẻo trời đang sập, xuống và tìm nơi trú ẩn với tôi đi nào”. Voi tưởng thật, bối rối nhưng vẫn sợ hãi, dại dột làm theo lời gọi vội lao xuống hố, Kancil nhảy lên người voi rồi thoát ra ngoài, bỏ mặc con voi mắc kẹt trong cái bẫy.

### Với cá sấu
Câu chuyện thứ ba: "Sang Kancil và con cá sấu": Một ngày nọ, có lần Kancil cần qua sông, nó muốn băng qua nhưng ngặt một nỗi con sông quá rộng mà đầy rẫy những cá sấu đói mồi. Nó bèn nghĩ ra kế la lên: “Nhà vua (Malik) sắp mở một đại tiệc và lệnh cho tôi kiểm đếm số sinh vật trong rừng. Các anh mau xếp hàng để tôi đếm nào!”. Lũ cá sấu tin lời xếp hàng để cho nó đếm và vô tình tạo thành một hàng giữa hai bên bờ sông và Kancil chỉ việc nhảy qua từng con một sang bờ bên kia và chạy thoát.